# Kriss Boyd
Kriss Boyd è una serie a fumetti di fantascienza spionistica-poliziesca ideata e realizzata da Nevio Zeccara, apparsa nel 1968 sulla rivista Il Giorno dei Ragazzi e ripresa poi, dal 1976 al 2000, su Il Giornalino delle Edizioni Paoline.

## Biografia del personaggio
Kriss Boyd è un agente intergalattico del CSG (Consiglio di Sicurezza Galattico): è un agente segreto del futuro impegnato in indagini su mondi extraterrestri, a volte in compagnia di Lara Larsen, sua compagna nella vita e nel lavoro, a volte con un robot. È inoltre dotato di poteri telepatici. Nella sua seconda serie sul Giornalino (dal 1999) ha come spalla Asa, affascinante aliena verdastra con le orecchie a punta.
La serie si può dividere in tre fasi: la prima (1968-1979) con storie di genere sia di spionaggio sia fantascientifiche; la seconda (1980-1987) di genere epico o delle saghe spaziali; la terza (1999-2000) è un nuovo riavvio dove tornano temi e personaggi delle fasi precedenti.

## Storia editoriale
Kriss Boyd esordì nel 1968 nella rivista Il Giorno dei Ragazzi al suo ultimo anno editoriale, con un paio di storie (Operazione Teucron e I due mondi). Il personaggio venne ripreso dal 1976 sul Giornalino delle Edizioni Paoline e fu pubblicato per oltre un decennio fino al 1987, per poi ricomparire nel 1999 in diversi numeri della rivista fino al 2000.